# Eddie Alvarez
Edward «Eddie» Alvarez (Filadelfia, Pensilvania; 11 de enero de 1984) es un artista marcial mixto estadounidense que actualmente es agente libre y compitió más recientemente en la categoría de peso ligero de ONE Championship. Alvarez fue dos veces campeón de peso ligero en Bellator MMA y una vez Campeón de Peso Ligero de UFC.
Alvarez es el primer y único peleador que ha ganado campeonatos tanto en Bellator MMA como en UFC. Tiene notables victorias sobre los excampeones Pat Curran, Michael Chandler, Shinya Aoki, Gilbert Meléndez, Justin Gaethje, Anthony Pettis y Rafael dos Anjos.

## Biografía
De ascendencia puertorriqueña e irlandesa, Alvarez nació y se crio en Kensington, Pensilvania, un barrio peligroso con una reputación de crímenes violentos y una gran cantidad de narcóticos. Alvarez compitió en la lucha libre, donde fue dos veces National Prep All-American, y se ocupó el sexto puesto en 2000 y 2001 en el National Prep School Wrestling Championships en la categoría de las 145 libras. Después del instituto, Alvarez empezó con su carrera profesional en MMA.

## Carrera en artes marciales mixtas

### Ultimate Fighting Championship
El 19 de agosto de 2014, la UFC anunció el contrato de Alvarez. El 27 de septiembre de 2014, Alvarez hizo su tan esperado debut contra Donald Cerrone en UFC 178. Alvarez perdió la pelea por decisión unánime.
El 13 de junio de 2015, Alvarez se enfrentó a Gilbert Meléndez en UFC 188. Álvarez ganó la pelea por decisión dividida.
Alvarez se enfrentó a Anthony Pettis el 17 de enero de 2016 en UFC Fight Night 81. Alvarez ganó la pelea por decisión dividida.
En su primera pelea después de perder el título de peso ligero, Alvarez enfrentó a Dustin Poirier el 13 de mayo de 2017 en UFC 211. Poirier dominó a Alvarez en la segunda ronda, pero cayó cuando Alvarez aterrizó dos rodillas ilegales mientras Poirier estaba contra la valla. Con la comisión de Texas no operando bajo las nuevas reglas unificadas, el árbitro Herb Dean declaró la pelea como un "no contest", ya que no creía que Alvarez supiera que Poirier estaba en el suelo en ese momento.
En julio de 2017, se anunció que Alvarez sería entrenador de The Ultimate Fighter 26 contra el excampeón de peso ligero de la WSOF, Justin Gaethje. El combate contra Gaethje tuvo lugar el 2 de diciembre de 2017 en UFC 218. Alvarez ganó la pelea por nocaut en la tercera ronda. Ambos peleadores recibieron el premio extra a la Pelea de la Noche.
En la última pelea de su contrato actual, Alvarez se enfrentó a Dustin Poirier el 28 de julio de 2018 en una revancha en el UFC on Fox 30. Perdió la pelea por TKO en la segunda ronda.

#### Campeonato de Peso Ligero
En su cuarta pelea en UFC, Alvarez enfrentó a Rafael dos Anjos el 7 de julio de 2016 en el UFC Fight Night 90 por el Campeonato de peso ligero de UFC. Alvarez sacudió a dos Anjos con un derechazo justo después de la mitad de la primera ronda, a continuación aterrizó una avalancha de golpes sin respuesta por parte de dos Anjos ganando la lucha y consigo el campeonato vía TKO. Además recibió el premio a la Actuación de la Noche.
Alvarez hizo su primera defensa del título contra el actual campeón de peso pluma de UFC Conor McGregor el 12 de noviembre de 2016 en UFC 205. Perdió la lucha a través de KO en la segunda ronda. Alvarez, muy humilde tras la derrota, tomó las redes sociales para felicitar a Conor 'The Notorious' McGregor por su logro en la UFC y admitió que tuvo "una mala pelea" y que no se aferró al plan de juego.

### ONE Championship
El 15 de octubre de 2018, se anunció que Alvarez firmó un contrato con ONE Championship, listo para hacer su debut a principios de 2019 como parte de su división de peso ligero.
El 7 de noviembre de 2018, se anunció que Alvarez sería parte del Grand Prix de Peso Ligero de ONE. El 19 de diciembre de 2018, se anunció que Alvarez enfrentarí a Timofey Nastyukhin en ONE Championship: A New Era el 31 de marzo de 2019 en el evento inaugural de la promoción en Japan. Perdió la pelea por TKO en el primer asalto.
Alvarez regresó en ONE Championship: Dawn of Heroes el 2 de agosto de 2019 contra el ex-campeón de peso ligero de ONE Eduard Folayang. Ganó la pelea por rear-naked choke en el primer asalto.
Se esperaba que Alvarez enfrentara a Dagi Arslanaliev en la final del Grand Prix de Peso Ligero de ONE, pero el 26 de septiembre de 2019, surgió la noticia de que había sido forzado a retirarse de la pelea por una lesión. Fue reemplazado por el Campeón de Peso Ligero de ONE Christian Lee. La pelea con Arslaniev fue reagendada para ONE Infinity 2 el 26 de junio de 2020, pero fue cancelada por el COVID-19.
Alvarez enfrentó al ex-contendiente al título de peso ligero de ONE Iuri Lapicus en ONE on TNT 1 el 7 de abril de 2021. El evento tomó lugar en Singapur y fue transmitido en prime time en los Estados Unidos en TNT. Alvarez fue descalificado después de supuestos golpes a la nuca de Lapicus. La deicisón de descalificar a Alvarez fue considerada muy controversial por múltiples medios especializados y peleadores profesionales puesto que parecía que Alvarez estaba golpeando la oreja de Lapicus antes de que este girara su cabeza. Alvarez apeló la decisión final y la pelea fue determinada como un sin resultado.
Tres semanas después de su última pelea, Alvarez enfrentó a Ok Rae Yoon en ONE on TNT 4 el 28 de abril de 2021. Perdió la pelea por una cerrada decisión unánime.
El 21 de septiembre de 2022, se anunció que Alvarez y ONE Championship habían acordado terminar el contrato de Alvarez con la promoción antes de lo esperado, dejando a Alvarez como un agente libre.

## Vida personal
Alvarez utilizó su éxito financiero para sacar a su familia de Kensington, en el noreste de Philadelphia, tras el nacimiento de su primer hijo, Eddie Jr.
Noqueando a sus oponentes en ambas ocasiones, Alvarez hizo dos apariciones en el programa de televisión Bully Beatdown de MTV, el cual tiene como temática una pelea en la que un matón acepta un combate con un peleador profesional de AMM, por una bolsa de diez mil dólares.

## Campeonatos y logros
| - Ultimate Fighting Championship - Campeón de Peso Ligero de UFC (una vez) - Actuación de la Noche (una vez) - Pelea de la Noche (dos veces) - Bellator MMA - Campeón de Peso Ligero (dos veces, inaugural) - Torneo de Peso Ligero Sesión 1 - BodogFIGHT - Campeón de Peso Wélter (una vez, inaugural) - Mixed Fighting Championships - Campeón de Peso Wélter (una vez, inaugural y último) - Yahoo! Sports - Pelea del Año (2011) vs. Michael Chandler el 19 de noviembre - Sports Illustrated - Ronda del Año (2008) vs. Tatsuya Kawajiri el 21 de julio - Sherdog - Pelea del Año (2008) vs. Tatsuya Kawajiri el 21 de julio - FIGHT! Magazine - Pelea del Año (2008) vs. Joachim Hansen el 11 de mayo - Inside MMA - Premio Bazzie a la Pelea del Año (2008) vs. Joachim Hansen el 11 de mayo | - National Prep School Wrestling Championships - National Prep All-American (2000, 2001) |

## Récord en artes marciales mixtas
| Récord profesional | Récord profesional | Récord profesional |
| 40 peleas          | 30 victorias       | 8 derrotas         |
| ------------------ | ------------------ | ------------------ |
| Nocaut             | 17                 | 4                  |
| Sumisión           | 7                  | 2                  |
| Decisión           | 6                  | 2                  |
| Sin resultado      | 2                  | 2                  |

| Resultado     | Récord   | Oponente           | Método                                     | Evento                                 | Fecha                    | Ronda | Tiempo | Localización                | Notas |
| ------------- | -------- | ------------------ | ------------------------------------------ | -------------------------------------- | ------------------------ | ----- | ------ | --------------------------- | --- |
| Derrota       | 30–8 (2) | Rae Yoon Ok        | Decisión (unánime)                         | ONE on TNT 4                           | 28 de abril de 2021      | 3     | 5:00   | Kallang                     | |
| Sin resultado | 30–7 (2) | Iuri Lapicus       | Sin resultado                              | ONE on TNT 1                           | 7 de abril de 2021       | 1     | 1:02   | Kallang                     | Originalmente derrota por descalificación para Alvarez (golpes a la nuca); revertido a sin resultado después de apelar la decisión. |
| Victoria      | 30–7 (1) | Eduard Folayang    | Sumisión (rear-naked choke)                | ONE Championship: Dawn of Heroes       | 2 de agosto de 2019      | 1     | 2:16   | Pásay                       | Semifinales del Gran Premio de Peso Ligero de ONE.                                                                                  |
| Derrota       | 29–7 (1) | Timofey Nastyukhin | TKO (golpes)                               | ONE Championship: A New Era            | 31 de marzo de 2019      | 1     | 4:05   | Tokio                       | Cuartos de final del Gran Premio de Peso Ligero de ONE.                                                                             |
| Derrota       | 29–6 (1) | Dustin Poirier     | TKO (golpes y codazos)                     | UFC on Fox: Alvarez vs. Poirier 2      | 28 de julio de 2018      | 2     | 4:05   | Calgary, Alberta            | Pelea de la Noche. |
| Victoria      | 29–5 (1) | Justin Gaethje     | TKO (rodillazo y golpes)                   | UFC 218                                | 2 de diciembre de 2017   | 3     | 3:59   | Detroit, Míchigan           | Pelea de la Noche. |
| Sin resultado | 28–5 (1) | Dustin Poirier     | NC (rodillazos ilegales)                   | UFC 211                                | 13 de mayo de 2017       | 2     | 4:12   | Dallas, Texas               | Alvarez le aplicó dos rodillazos ilegales cuando Poirier estaba derribado.                                                          |
| Derrota       | 28–5     | Conor McGregor     | TKO (golpes)                               | UFC 205                                | 12 de noviembre de 2016  | 2     | 3:04   | New York City, New York     | Perdió el Campeonato de Peso Ligero de UFC.                                                                                         |
| Victoria      | 28–4     | Rafael dos Anjos   | TKO (golpes)                               | UFC Fight Night: dos Anjos vs. Alvarez | 7 de julio de 2016       | 1     | 3:49   | Las Vegas, Nevada           | Ganó el Campeonato de Peso Ligero de UFC. Actuación de la Noche.                                                                    |
| Victoria      | 27–4     | Anthony Pettis     | Decisión (dividida)                        | UFC Fight Night: Dillashaw vs. Cruz    | 17 de enero de 2016      | 3     | 5:00   | Boston, Massachusetts       | |
| Victoria      | 26–4     | Gilbert Meléndez   | Decisión (dividida)                        | UFC 188                                | 13 de junio de 2015      | 3     | 5:00   | Ciudad de México            | |
| Derrota       | 25–4     | Donald Cerrone     | Decisión (unánime)                         | UFC 178                                | 27 de septiembre de 2014 | 3     | 5:00   | Las Vegas, Nevada           | |
| Victoria      | 25–3     | Michael Chandler   | Decisión (dividida)                        | Bellator 106                           | 2 de noviembre de 2013   | 5     | 5:00   | Long Beach, California      | Ganó el Campeonato de Peso Ligero de Bellator.                                                                                      |
| Victoria      | 24–3     | Patricky Freire    | KO (patada a la cabeza y golpes)           | Bellator 76                            | 12 de octubre de 2012    | 1     | 4:54   | Windsor                     | |
| Victoria      | 23–3     | Shinya Aoki        | TKO (golpes)                               | Bellator 66                            | 20 de abril de 2012      | 1     | 2:14   | Cleveland, Ohio             | |
| Derrota       | 22–3     | Michael Chandler   | Sumisión (rear-naked choke)                | Bellator 58                            | 19 de noviembre de 2011  | 4     | 3:06   | Hollywood, Florida          | Perdió el Campeonato de Peso Ligero de Bellator.                                                                                    |
| Victoria      | 22–2     | Pat Curran         | Decisión (unánime)                         | Bellator 39                            | 2 de abril de 2011       | 5     | 5:00   | Uncasville, Connecticut     | Defendió el Campeonato de Peso Ligero de Bellator.                                                                                  |
| Victoria      | 21–2     | Roger Huerta       | TKO (parada médica)                        | Bellator 33                            | 21 de octubre de 2010    | 2     | 5:00   | Filadelfia, Pensilvania     | |
| Victoria      | 20–2     | Josh Neer          | Sumisión técnica (rear-naked choke de pie) | Bellator 17                            | 6 de mayo de 2010        | 2     | 2:08   | Boston, Massachusetts       | Pelea acordada en 160 lbs (72,5 kg).                                                                                                |
| Victoria      | 19–2     | Katsunori Kikuno   | Sumisión (arm-triangle choke)              | DREAM 12                               | 26 de octubre de 2009    | 2     | 3:42   | Osaka                       | |
| Victoria      | 18–2     | Toby Imada         | Sumisión (rear-naked choke)                | Bellator 12                            | 19 de junio de 2009      | 2     | 0:38   | Hollywood, Florida          | Torneo de Peso Ligero (Final); Ganó el Campeonato de Peso Ligero de Bellator.                                                       |
| Victoria      | 17–2     | Eric Reynolds      | Sumisión (rear-naked choke)                | Bellator 5                             | 1 de mayo de 2009        | 3     | 1:30   | Dayton, Ohio                | Torneo de Peso Ligero (Semifinal).                                                                                                  |
| Victoria      | 16–2     | Greg Loughran      | Sumisión (guillotine choke)                | Bellator 1                             | 3 de abril de 2009       | 1     | 2:44   | Hollywood, Florida          | Torneo de Peso Ligero (Cuartos de final).                                                                                           |
| Derrota       | 15–2     | Shinya Aoki        | Sumisión (heel hook)                       | Dynamite!! 2008                        | 31 de diciembre de 2008  | 1     | 1:32   | Saitama                     | Por el Campeonato de Peso Ligero de WAMMA.                                                                                          |
| Victoria      | 15–1     | Tatsuya Kawajiri   | TKO (golpes)                               | DREAM 5                                | 21 de julio de 2008      | 1     | 7:35   | Osaka                       | DREAM GP de Peso Ligero (Semifinal); no participó en la final debido a una lesión ocular.                                           |
| Victoria      | 14–1     | Joachim Hansen     | Decisión (unánime)                         | DREAM 3                                | 11 de mayo de 2008       | 2     | 5:00   | Saitama                     | DREAM GP de Peso Ligero (Cuartos de final).                                                                                         |
| Victoria      | 13–1     | André Amade        | TKO (golpes)                               | DREAM 1                                | 15 de marzo de 2008      | 1     | 6:47   | Saitama                     | DREAM GP de Peso Ligero (Ronda de apertura).                                                                                        |
| Victoria      | 12–1     | Ross Ebañez        | TKO (golpes)                               | ShoXC 4                                | 25 de enero de 2008      | 2     | 2:32   | Atlantic City, Nueva Jersey | Pelea acordada en 165 lbs (74,8 kg).                                                                                                |
| Victoria      | 11–1     | Matt Lee           | Decisión (unánime)                         | BodogFIGHT: Alvarez vs. Lee            | 14 de julio de 2007      | 3     | 5:00   | Trenton, Nueva Jersey       | |
| Derrota       | 10–1     | Nick Thompson      | TKO (golpes)                               | BodogFIGHT: Clash of the Nations       | 14 de abril de 2007      | 2     | 4:32   | San Petersburgo             | Perdió el Campeonato de Peso Wélter de BodogFIGHT.                                                                                  |
| Victoria      | 10–0     | Scott Henze        | TKO (parada del equipo)                    | BodogFIGHT: Costa Rica Combat          | 16 de febrero de 2007    | 1     | 4:13   | San José                    | |
| Victoria      | 9–0      | Aaron Riley        | KO (golpes)                                | BodogFIGHT: USA vs. Russia             | 2 de diciembre de 2006   | 1     | 1:05   | Vancouver                   | Ganó el Campeonato de Peso Wélter de MFC; más tarde promovido como Campeón Wélter de BodogFIGHT.                                    |
| Victoria      | 8–0      | Hidenobu Koike     | TKO (golpes)                               | MARS 4: New Deal                       | 26 de agosto de 2006     | 1     | 1:26   | Tokio                       | |
| Victoria      | 7–0      | Derrick Noble      | KO (golpes)                                | MFC: USA vs. Russia 3                  | 3 de junio de 2006       | 1     | 1:01   | Atlantic City, Nueva Jersey | |
| Victoria      | 6–0      | Daisuke Hanazawa   | TKO (golpes)                               | Euphoria: USA vs. Japan                | 5 de noviembre de 2005   | 1     | 4:00   | Atlantic City, Nueva Jersey | |
| Victoria      | 5–0      | Danila Veselov     | TKO (golpes)                               | Euphoria: USA vs. Russia               | 14 de mayo de 2005       | 2     | 2:15   | Atlantic City, Nueva Jersey | |
| Victoria      | 4–0      | Seichi Ikemoto     | TKO (golpes)                               | Euphoria: USA vs. The World            | 26 de febrero de 2005    | 2     | 1:25   | Atlantic City, Nueva Jersey | |
| Victoria      | 3–0      | Chris Schlesinger  | Sumisión (golpes)                          | Reality Fighting 7                     | 16 de octubre de 2004    | 1     | 1:00   | Atlantic City, Nueva Jersey | |
| Victoria      | 2–0      | Adam Fearon        | Sumisión (golpes)                          | Ring of Combat 6                       | 24 de abril de 2004      | 1     | 2:06   | Elizabeth, Nueva Jersey     | |
| Victoria      | 1–0      | Anthony Ladonna    | KO (golpes)                                | Ring of Combat 5                       | 14 de diciembre de 2003  | 1     | 3:57   | Elizabeth, Nueva Jersey     | |

## Carrera en boxeo a puño limpio
El 1 de marzo de 2023, el presidente de BKFC, Dave Feldman, anunció que Álvarez había firmado con Bare Knuckle Fighting Championship . Hizo su debut contra Chad Mendes en BKFC 41 el 29 de abril de 2023 y ganó por decisión dividida.
Álvarez se enfrentó a Mike Perry el 2 de diciembre de 2023 en BKFC 56 por el simbólico campeonato "Rey de la Violencia" y perdió por nocaut en la esquina después de la segunda ronda.

## Récord en boxeo a puño limpio
| Record Profesional | Record Profesional | Record Profesional |
| 2 peleas           | 1 Victorias        | 1 Derrotas         |
| Nocaut             | 0                  | 1                  |
| Decisión           | 1                  | 0                  |
| ------------------ | ------------------ | ------------------ |

| Resultado | Récord | Oponente    | Método                     | Evento  | Fecha                  | Ronda | Tiempo | Localización         | Notas                                                                   |  |
| --------- | ------ | ----------- | -------------------------- | ------- | ---------------------- | ----- | ------ | -------------------- | ----------------------------------------------------------------------- |  |
| Derrota   | 1-1    | Mike Perry  | TKO (Parada en la esquina) | BKFC 56 | 2 de diciembre de 2023 | 2     | 2:00   | Salt Lake City, Utah | Debut en peso mediano. Por el campeonato simbólico Rey de la Violencia. |  |
| Victoria  | 1-0    | Chad Mendes | Decisión unánime           | BKFC 41 | 29 de abril de 2023    | 5     | 2:00   | Broomfield, Colorado | Debut en peso wélter.                                                   |  |

## Peleas en Pay-per-view
| N.º            | Evento         | Pelea                | Fecha                   | Sede                  | Ciudad                                  | Compras de PPV |
| -------------- | -------------- | -------------------- | ----------------------- | --------------------- | --------------------------------------- | -------------- |
| 1.             | UFC 205        | Alvarez vs. Mcgregor | 12 de noviembre de 2016 | Madison Square Garden | New York City, New York, Estados Unidos | 1.300.000      |
| Ventas totales | Ventas totales | Ventas totales       | Ventas totales          | Ventas totales        | Ventas totales                          | 1.300.000      |